# Hamza Al-Dardour
Hamza Ali Khaled Al-Dardour (12 de maio de 1991) é um futebolista profissional jordaniano que atua como atacante.

## Carreira
Hamza Al-Dardour representou a Seleção Jordaniana de Futebol na Copa da Ásia de 2015 e 2011.